# Placidina
Placidina (née vers 475 morte vers 537) est une aristocrate de l'Auvergne wisigothique épouse du comte Apollinaire de Clermont,. 

## Biographie

### Famille
Elle est selon Michel Rouche apparentée à la dynastie de Théodose avant d'être mariée à un membre de la famille arverne des Aviti en 485. Toutefois, cette théorie pose problème: Sidoine Apollinaire ne mentionne jamais le mariage de son fils, ce qui serait surprenant, de plus la ressemblance des noms n'est pas forcement synonyme de filiation.

### Biographie
Elle est l'épouse d'Apollinaire, comte d'Auvergne et à l'instar de son mari est une fervente soutien du royaume wisigoth face à l'avancée des Francs de Clovis. Après la bataille de Vouillé entre Wisigoths et Francs, son mari Apollinaire qui menait une partie de l'armée d'Alaric II, mène la retraite des troupes auvergnates face à la défaite essuyée contre les Francs. L'éviction du pouvoir wisigoth s'accompagne de l'annexion des terres de ce dernier mettant fin au royaume de Toulouse. Apollinaire et Placidina sont chassés du pouvoir comtal et sont remplacés par un comte franc, Hortensius.
Malgré leur éviction du siège comtal la maison des Aviti dont ils sont les représentants ont le droit de conserver leurs terres et privilèges familiaux. En 515, Placidina ainsi que Papianilla, la mère d'Apollinaire, mènent un complot qui vise à déposer Quintien de Rodez, évêque de Clermont d'origine africaine ayant été installé par les Francs. Ce dernier est renversé et Placidina installe à sa place son mari Apollinaire et espère un retour des Wisigoths qui ont récemment repris le Rouergue. L'ancien comte se retrouve de nouveau maître de la ville de Clermont ainsi que de l'Auvergne par son statut diocésain.
À la suite de la reprise du pouvoir par la famille des Avit, Placidina et Alchima la sœur d'Apollinaire, font édifier aux portes de Clermont une basilique dédiée à saint Antolian,, dont elles auraient retrouvé les reliques,.
Placidina et Apollinaire ont eu pour fils Arcade, sénateur à Clermont dont le pouvoir est influent. En 531, ce dernier pensant que le roi franc Thierry Ier est mort en Thuringe, mène avec l'appui de sa famille et plus particulièrement Placidina une révolte en Auvergne. Il appelle à son secours Childebert lorsqu'il se rend compte que Thierry est non seulement vivant mais qu'il dirige son armée vers l'Auvergne. Arrivé le roi franc met à feu et à sang la région en prenant soin néanmoins de laisser une sauveté de 8 milles autour de la cité de Clermont. Cette défaite amène à des conséquences immédiates de la part du pouvoir mérovingien. Arcade fuit et trouve refuge à Bourges où il deviendra évêque tandis que Placidina et Alchima sont arrêtées dans leur fuite à Cahors . Ces dernières sont exilées par le pouvoir franc et leurs propriétés sont confisquées.

### Ouvrages
- A. H. M. Jones, J. R. Martindale et J. Morris, Placidina in  Prosopography of the Later Roman Empire, volume 2, p. 889-890, Cambridge University Press, 1971-1992.
- Grégoire de Tours ; traduction et notes de Roy Just-Jean-Étienne et Auerbach Erich, Histoire des rois Francs, Paris, Gallimard, réédition de 2011 (ISBN 978-2-07-044138-9).